# Poniente Almeriense

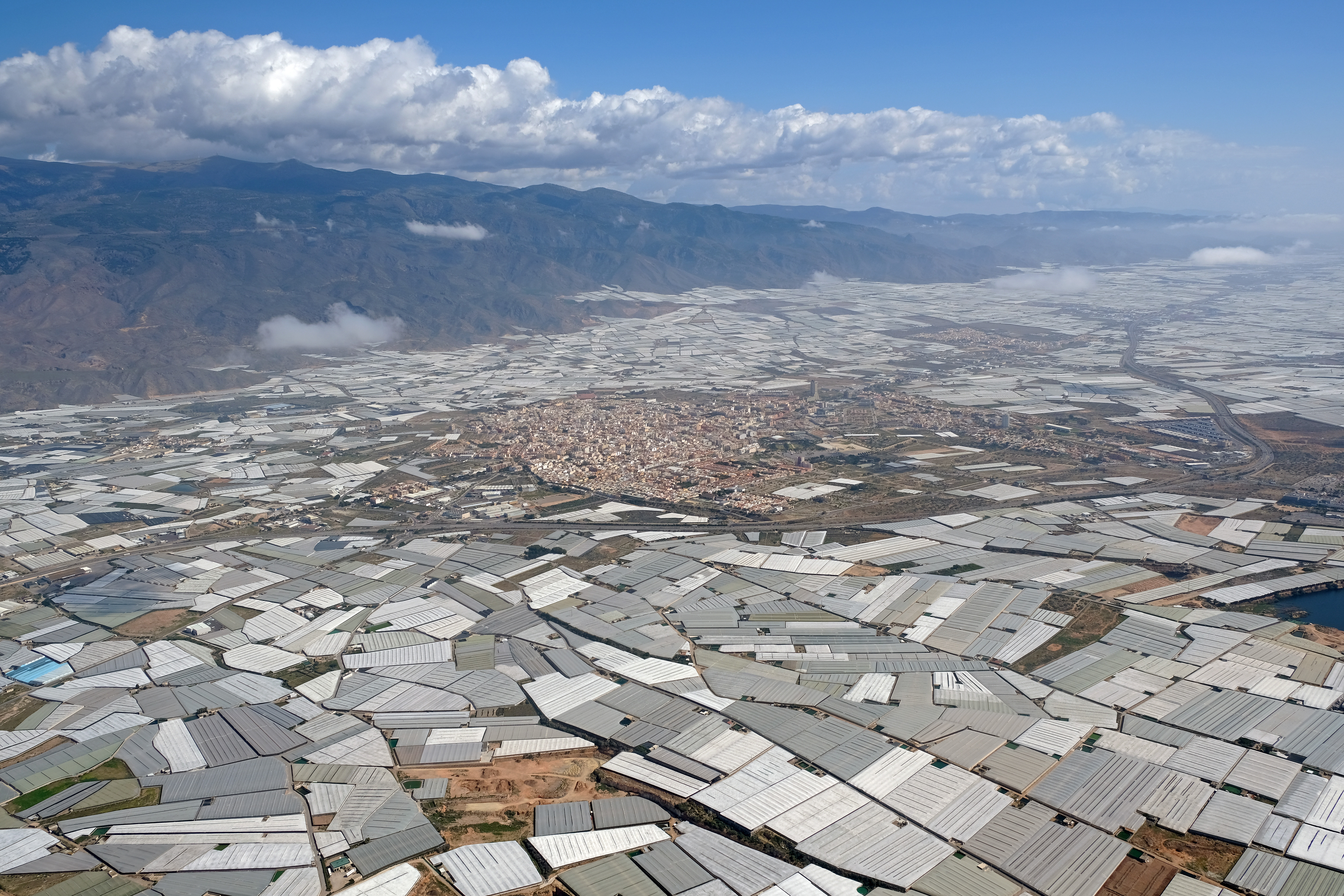
El Ejido

Die Comarca Poniente Almeriense ist eine der 7 Comarcas in der Provinz Almería. Sie wurde, wie alle Comarcas in der Autonomen Gemeinschaft Andalusien, mit Wirkung zum 28. März 2003 eingerichtet.
Die Comarca umfasst 10 Gemeinden mit einer Fläche von 970,51 km² und dem Hauptort El Ejido.

## Lage
|                 | Alpujarra Almeriense                        |                                  |
| Provinz Granada | Kompassrose, die auf Nachbargemeinden zeigt | Comarca Metropolitana de Almería |
|                 | Mittelmeer                                  |                                  |

## Gemeinden
| Gemeinde                    | Einwohner (2024) | Fläche km² | Dichte Einw./km² | Cod INE | Postleitzahl |
| --------------------------- | ---------------- | ---------- | ---------------- | ------- | ------------ |
| Adra                        | 25.515           | 90,05      | 283              | 04003   | 04770        |
| Balanegra                   | 3.016            | 31,58      | 96               | 04904   | 04713        |
| Berja                       | 12.939           | 185,66     | 70               | 04029   | 04760        |
| Dalías                      | 4.169            | 141,43     | 29               | 04038   | 04750        |
| El Ejido                    | 90.135           | 225,83     | 399              | 04902   | 04700        |
| Enix                        | 598              | 66,84      | 9                | 04041   | 04729        |
| Felix                       | 770              | 81,26      | 9                | 04043   | 04728        |
| La Mojonera                 | 8.677            | 23,87      | 364              | 04903   | 04745        |
| Roquetas de Mar             | 109.204          | 59,65      | 1.831            | 04079   | 04740        |
| Vícar                       | 28.835           | 64,34      | 448              | 04102   | 04738        |
| Comarca Poniente Almeriense | 283.858          | 970,51     | 292              | –       | –            |

## Nachweise
1. ↑  Instituto Nacional de Estadística Municipal Register of Spain
2. ↑  Orden de 14 de marzo de 2003, por la que se aprueba el mapa de comarcas de Andalucía a efectos de la planificación de la oferta turística y deportiva, Boletín Oficial de la Junta de Andalucía (Amtsblatt der Regierung von Andalusien), Nr. 59 vom 27. März 2003, S. 6248